# Левенка (Стародубски окръг)
Левенка (на руски: Левенка) е село в Стародубски общински окръг на Брянска област в Русия.
Намира се на 8 км източно от град Стародуб, на левия бряг на река Вабля.
Населението към 2010 г. са 605 души.
Идентификационният код на селото според Общоруския класификатор на обектите на административно-территориално деление (ОКАТО) е: 15250848013.
До 01.08.2020 г. то е било част от Десятуховското селско поселение (вид община, състояща се от множество малки села), след което то е било разпуснато, а съставът му, включително село Левенка, е бил включен в ново образувания Стародубски общински окръг.

## Население
| Численост на населението | Численост на населението |
| Година                   | Души                     |
| ------------------------ | ------------------------ |
| 2010 г.                  | 605                      |
| 2013 г.                  | 618                      |

## История
Произходът на името на селото се свързва с името на руския войвода Андрей Левин, който храбро отблъсква литовците от Стародуб през 1534 г. (по време на Стародубската война). Като награда му била дадена земя и Левин я заселил, основавайки така село Левенка.
По плодородната територия в съседство със селото (в бъдеще наречена Стародубско полe) хората започнали да се заселват още в дълбока древност. В околностите на Левенка са се съхранили много паметници на различни археологически култури: от Бронзовата епоха до Късното Средновековие с останки от древно металургично производство. Между X-XIII век на брега на река Вабля, близо до съвременното село, е имало лагер на военна дружина на киевски руси, чиито следи са се били съхранили до края на XIX век. Археологическото градище е разположено на носа на лявобрежната тераса на река Вабля. То има овална форма с площ от 6,5 хектара. В долната си част крепостта е защитена с два вала и ровове. Следи от този лагер са открити от руския професор по археология Дмитрий Яковлевич Самоквасов: в началото на XX век тук той открива надгробна могила и антично градище. Той самият разкопава в Левенка 6 курганни могили, две от които съдържали камерни дружинни погребения, при които оръжията били брадви. Други находки са предмети от бита, накити и предмети, свързани с тъкачеството, грънчарството и косторезбата. Димитрий Я. Самоквасов отбелязва сходството на тези могили по инвентар и обредност с могилите, открити в град Чернигов.
До около 1649 г. село Левенка е част от Полско-литовската държава и е било собственост на благородник от шляхтата на име Кохановски, а след това на сина му Станислав, които са го управлявали въз основа на хетмански универсал (указ) на хетман Демян Многогрешни.
След това, от Полско-литовската държава се отцепват православните казаци, основавайки тяхната собствена (квази)държава – Казашкото хетманство, в което се озовава село Левенка за напред. През втората половина на XVII век селото влязло в състава на полковата сотня (подразделение) на Стародубския полк (административно-териториална, съдебна и военна единица на Казашкото хетманство). До 1781 г. Левенка е във Втора полкова сотня на Стародубския полк.
В началото на XVIII век селото става феодално владение на полковника на Стародубския полк – благородника Михаил Андреевич Миклашевски (ок. 1640 – 19.03.1706 г.). Когато омъжва дъщеря си Анастасия през 1699 г. за бончуковия другар (благородник) Андрей Гамалея, Миклашевски ѝ дава като зестра село Левенка. По този начин, селото преминава от ръцете на рода Миклашевски в ръцете на рода Гамалея.
През 1706 г. Андрей Гамалея заедно с тъста си Михаил Миклашевски загива край полския град Несвиж в битка срещу шведите по време на Великата северна война. Така селото се връща в ръцете на рода Миклашевски, бивайки наследено от вдовицата му Анастасия Миклашевскз и децата им, което е засвидетелствано в хетмански универсал (указ) от 5 януари 1709 г. и в царска грамота на Петър I от 6 май 1720 г.
През 1710 г. Анастасия се омъжва повторно за бунчуковия другар Пьотр Корецки, който като глава на семейството с хетмански универсал (указ) на хетман Иван Скоропадки от 1719 г. е утвърден като пълен собственик на наследството на Гамалея, в това число и на село Левенка. Това е засвидетелствано и в хетмански универсал на хетман Даниил Апостол от 17 септември 1728 г.
В средата на XVIII век село Левенка преминава в ръцете на сина на Пьотр Корецки – Фьодор. Последният го предава на дъщеря си Анастасия, която се омъжва за Григорий Иванович Кулябка. През 1781 г. той притежава 22 селски двора в селото. В началото на XIX век Левенка е собственост на един от синовете на Г. И. Кулябка – поручик Иван Григориевич Кулябко-Корецки. Впоследствие наследството му преминава към сина му Григорий Иванович Кулябко-Корецки, който избира военна кариера и се уволнява с чин майор.
Синът му Григорий Григориевич Кулябко-Корецки служи като граждански (цивилен) чиновник. Живее в Левенка заедно със съпругата си, помешчица от село Чубковичи – Надежда Петровна,  родена Немирович-Данченко. В началото на 1850-те години той преселва в Левенка няколко селски домакинства от владенията на рода Кулябко-Корецки в Суржакия район – село Уношево, махалите Алисовка и Дубенец. Преселването на селяни от едно село в друго било нормално за него време, тъй като селяните били собственост на владетелите (вид роби).
Родът Кулябко-Корецки имали семейно имение в село Левенка. В селото те построили маслобойна, тепавица за сукно и две воденици.
След премахването на крепостничеството и освобождаването на селяните през 1861 г. в селото се заселват благородниците Доброгаеви.
През 1691 г., по време на святителството на черниговския архиепископ Лазар Баранович, в селото е издигната църквата „ Покров Богородичен“. Към края на XVIII век църквата се руши и през 1799 г. тя е възстановена със средства на Анастасия Фьодоровна Кулябко-Корецка. Както свидетелства изданието „Историческо-статистическо описание на Черниговската епархия“ (1860 г.):
| „ | При строежа на новия храм е намерена метална плочица, на която е написано: „основава се тази църква в чест покрова на пресв. Богородица, при светителството на преосвещения Лазар Баранович, архиепископ Черниговски, с усилията на мене грешния и недостоен Василий Романович, казак, жител на Стародуб, м. дек. 9 ден година 1691“. Този основател на храма е бил и негов свещеник. | “ |

По данни на същия източник през 1770 г. броят на енориашите тук е 240 мъже (в това число 160 казаци) и 257 жени; след това съответно през 1790 г. – 316 и 270; през 1810 г. – 337 и 296; през 1830 г. – 370 и 337; през 1850 г. – 408 и 394; през 1860 г. – 434 и 456. През 1930-те години левенската църква е срутена.
Левенка се формира като село с казашко-селско население, чиято численост към 1897 г. достига 989 души (157 двора).
От 1867 г. към църквата съществувало начално училище, а през 1890-те години в селото е открито общинско училище.
В средата и втората половина на XIX век в селото са работили маслобойна, тепавица за сукно и 2 воденици (едната работила до края на 1950-те години, по-късно – до средата на 1960-те години – работила като мини-водноелектрическа централа).
През 1920-те години десетки местни семейства получили одържавените земи на помешчиците (аристократите) край село Левенка и се заселили на тях. Така се образували няколко „левенски“ селища – 9 нови населени места. В това число – селата Василевка, Ворчани, Дубрава, Гудковски, Облоги, Раздолие. Според преброяването от 1926 г. в Левенка има 170 домакинства и 860 души. В годините на колективизацията в Левенка е създаден колхоз „Социализъм“, който през 1960 г. е присъединен към совхоза „Червен октомври“.
Историческият център на селото е „Шилина планина“ (казашкото фамилно име Шило винаги е било едно от най-разпространените в Левенка). Именно тук е била селската църква, преустроена по-късно в т. нар. „горно“ училище. Бившата къща на помешчика, която стояла на брега на изкуствено езерце (наричано от местните хора езеро), била преустроена в клуб (сега на негово място е Домът на културата). До ден днешен са се съхранили останки от язовирната стена. Разположеният наблизо терен на старата („панска“ – т. е. господарска) овощна градина селяните постепенно застроили със къщи (сега тук минава улица „Садовая“ (на български: улица „Градинска“). До центъра на селото има „колхозна“ градина, която днес няма стопанска значимост, но все още е плодоносна.
От 1919 до 1973 г. селото се явява административен център на Левенския селски съвет (община). В периода 1973-2005 г. селото е част от Краснооктябърския селски съвет (община) (на български: Червено-октомврийски селски съвет).

## Селото днес
Седалище на левенския филиал на командитното дружество (КД) „Червен октомври“ (на руски: Товарищество на вере (ТНВ) „Красный Октябрь“). 
В селото се намира основно общообразователно училище (от 1985 г. се помещава в типово двуетажно здание). Повечето от възпитаниците му продължават образованието си в Краснооктябърската гимназия в село Десятуха. 
В селото работят Левенският селски дом на културата (има кръжоци в различни направления, модерно оборудвана библиотека с различни образователни мероприятия в нея, създаден е музей на народния бит), пощенски клон, фелдшерско-акушерски пункт и два магазина. 
Сграден фонд: преобладаващото болшинство са едноетажни тухлени и дървени къщи, както и дуплекси къщи (двуфамилни къщи-близнаци) и двуетажни къщи тип „котидж“. 
Селото е газифицирано и има действащ водопровод. 
Централната улица е с твърда настилка (бетон). От 2002 г. до 2010 г. населението на Левенок се е увеличило с 20%.

## Природни и исторически обекти
Брянският отряд, преименуван през 1987 г. в Стародубски отряд на Института по археология при Академията на науките на СССР, и Брянският държавен педагогически институт провеждат през 1986-1988 г. изследвания на археологическия комплекс от паметници в село Левенка.
В древното градище „Левенка-1“ на носа на лявата тераса на река Вабля са били разкопани отбранителни съоръжения и част от територията на селището с площ от над 300 m², разкрити са слоеве от IX–X век и XI–XIII век. В хода на разкопките са открити едно жилище от Роменско-боршевската култура (славянска цивилизация от периода VIII–X век, разположена в части от днешна Западна Украйна, Беларус и Русия), леярски производствен комплекс (за леене на метали) и многобройни предмети от материалната култура. 
Древното градище „Левенка-2“ датира от ранната Желязна епоха и е било обитавано от Юхновската култура – древна цивилизация от периода V век пр. н. е. — II век пр. н. е., разположена в днешните Черниговска област на Украйна и Брянска, Курска и Орловска области на Русия. Етническата принадлежност на племената от Юхновската култура все още не е установена; може би става дума за една от местните етнографски групи на днепърските балти или праславяни. Юхновците често се отъждествяват със споменатия от Херодот древен народ на будините, който живял по горното течение на река Дон между реките Волга и Днепър. В „Левенка-2“ са разкопани 240 m², а чрез проучвателни изкопи са разкрити останки от крепостна стена и ров. 
В древното селището „Левенка-3“, което е част от комплекса от археологически паметници (между градищата „Левенка-1“, „Левенка-2“ и устието на река Бабинец) са проучени около 140 m² от културния слой. Селището е многослойно и се отнася към ранната Желязна епоха и времето на Киевска Рус. Тук се е удало да се открият и детайлно изучат конструктивните особености на едно полувкопано жилище и един металургически комплекс от края на X век – първата половина на XI век. 
На изток от селището „Левенка-3“ се намира градището „Левенка-4“ от V–VII век, което е било заселено от Колочинската култура. Това е ранносредновековна археологическа култура от периода V–VII век. Основният ѝ територия обхващала източната част на днешните Гомелска и Могильовска области в Беларус (на изток от река Птич); Брянска област и западните части на Курска и Белгородска области в Русия; както и Витебска (на границата с Беларус), Смоленска (на границата с Русия), Сумска и Черниговска области в Украйна; малки анклави, населени с преселници от основната територия, съществуват и в Липецка и Тамбовска област в Русия.
Селището „Левенка-5“ и градището „Левенка-6“ от XI–XIII век са разположени на носа на левобережната тераса на река Вабля. Градището „Левенка-7“ от XI–XIII век е разположено на левобрежната тераса на река Вабля на север-североизток от градището „Левенка-6“. Въз основа на материалите от разкопките на този комплекс от паметници, ръководителят на разкопните дейности – Евгений Александрович Шинаков – стига до извода, че тук през X–XI век е действала древноруска селищна община от няколко войскови лагера, разположени по границата с източнославянските племенни съюзи Радимичи и Северяни, като по функцията си тази община е подобна на известните  Гньоздовски архиаологически комплекс на 11-15 km западно от град Смоленск и Шестовицки археологически комплекс на 12 km югозападно от град Чернигов.
През 1930 г. археологът Константин Михайлович Поликарпович изследва околностите на Левенка, където вниманието му е привлечено от многобройни находки на изкопаеми фауни, принадлежащи главно към рода мамути. Намерени са също зъби на див кон и череп на бизон.
В околностите на селото има находища на креда, кирпична глина, торф, които са били изкопавани в различни периоди от време. Към момента не се състои добив.
Съхранило се е описание от средата на XIX век, дадено в труда „Историко-статистическо описание на Черниговската епархия“:
| „ | Местността на Левенка е много красива: селището е разположено на възвишение, от източната страна, отсечено от дълбоки свлачища, – където е виден ту слой златист пясък, ту камъни, в подножието тече Вабля, а по скалите и на поляните тук и там храсти. | “ |

Близо до Левенка се намира природният паметник от областно значение „Склоновете на Вабля“ („Разкрития на кредни отлагания с богата морска фауна“) с площ от 90 хектара, който има научно и познавателно значение.
Територията около селото е пълна с оврази и дерета (или „ровове“ според местния диалект), всеки от които има собствено име: Степовски, Каменен, Липов, Гарбузов, Мамонтов, Красни, Пански, Сормачев и т. н. Има горски насаждения (бор, смърч, бреза, трепетлика, дъб).
На 4 октомври 2012 г., близо до мястото, където преди се е намирала църквата „Св. Покров“, се състои тържествено откриване на възстановеното аязмо и водосвет.
Водите на р. Вабля (около западните покрайнини на селото е мястото, където в нея се влива притокът ѝ Бабинец, по чието поречие е разположен град Стародуб) са замърсени от производствената дейност на предприятието „Стародубски водоканал“ (общинско предприятие за водоснабдяване и канализация).

## Родени в селото
- Ефим Данилович Гапеев – един от ръководителите на партизанското движение на територията на Барановичка област по време на Втората световна война.
- Василий Мартянович Гапеев – свещеник на Руската православна църква, разстрелян през 1937 г.
- Владимир Иванович Козин – латвийски художник, професор в Латвийската академия на изкуствата, преподавател в Латвийската християнска академия.
- Михаил Иванович Козин – доктор на историческите науки, професор, сътрудник в Института по история на Академията на науките на Латвийската съветска социалистическа република.
- Георги Константинович Лобус – ръководител на командитното дружество (КД) „Червен октомври“ (на руски: Товарищество на вере (ТНВ) „Красный Октябрь“), Герой на социалистическия труд, Заслужил агроном на РСФСР (държавно отличие).